# Sokrates (książka)
Sokrates. Filozofia męża sprawiedliwego – dzieło Ryszarda Legutko wydane 2013 roku nakładem wydawnictwa Zysk i S-ka. Publikacja jest owocem dwudziestoletniej pracy interpretacyjnej autora nad filozofią Sokratesa. W listopadzie 2014 roku książka została uhonorowana Nagrodą Literacką im. Józefa Mackiewicza. Publikacja liczy 662 strony. ISBN 978-83-7785-022-0
Spis treści:
Wstęp
1. O Sokratesie
2. Sofiści i Sokrates
3. Spór o człowieka: sztuka sprawiedliwego życia
4. Wiedza
5. Cnota
6. Sokrates i państwo
7. Bogowie i dusza

Zakończenie
Bibliografia